# Gâtinaise
Pour les articles homonymes, voir Gâtinais.
La Gâtinaise est une race de poule domestique française.

## Description

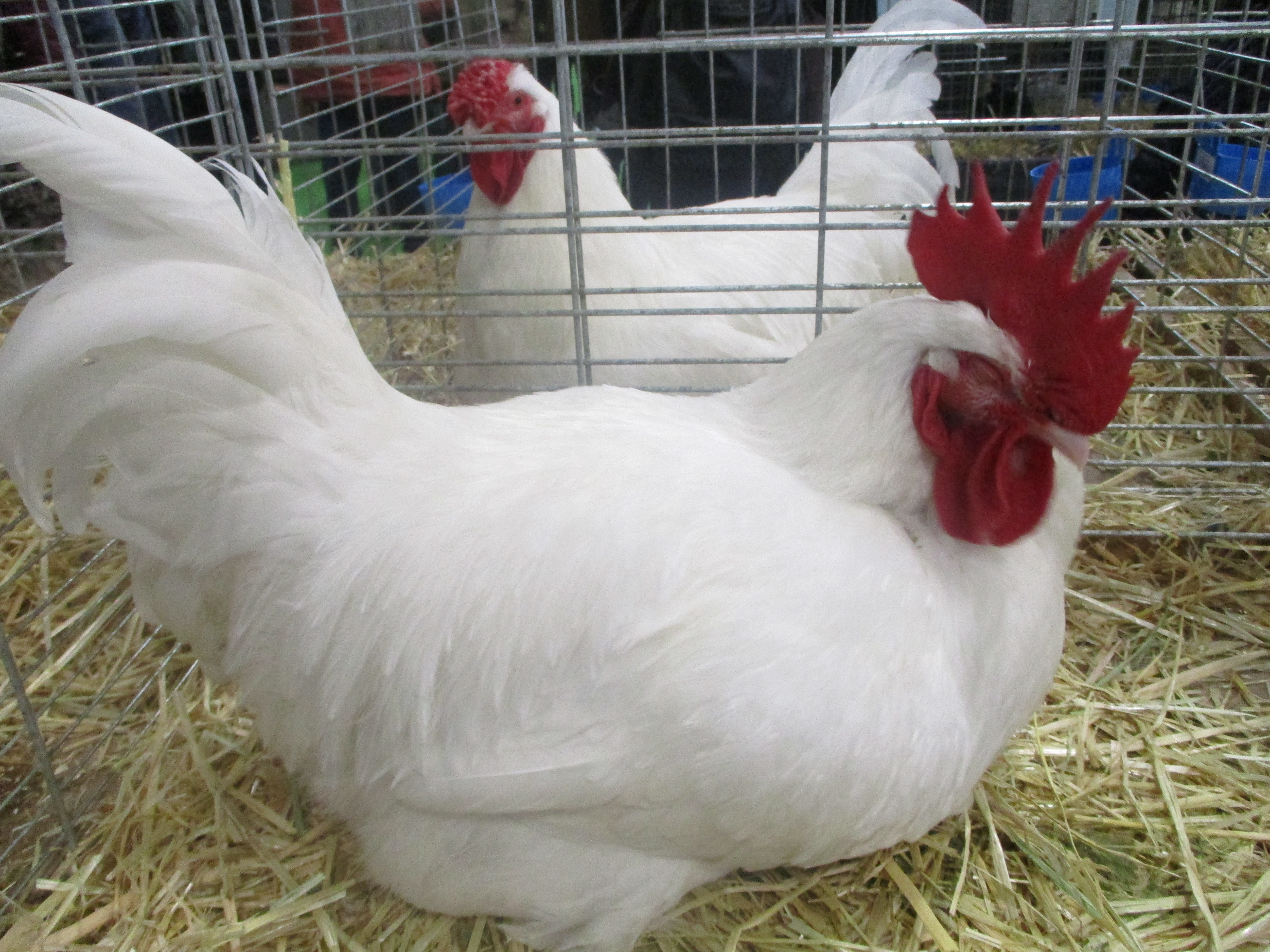
Coq gâtinais et poule gâtinaise.

Volaille rustique, c'est une race française ancienne de plumage blanc, élevée à la fois pour sa chair et pour ses œufs, c'est donc une race à deux fins.
Elle fut au début du XXe siècle métissée avec des races asiatiques ce qui augmenta son volume; c'est pour cela que le standard actuel demande un œuf à coquille blanche, mais en réalité celle-ci est brune.

## Origine
La gâtinaise est une race de poule rustique mais de bonne taille, originaire du Gâtinais, qui s'adapte aussi bien aux parquets clos qu'à la vie en plein air.
Elle est la cousine de la bourbonnaise de même origines mais au plumage blanc herminé pour cette dernière, issue de poules locales croisées avec des poules asiatiques dont la brahma.

## Standard
- Crête : simple
- Oreillons : rouges
- Couleur des yeux : rouge orangé
- Couleur de la peau : blanche
- Couleur des tarses : claire

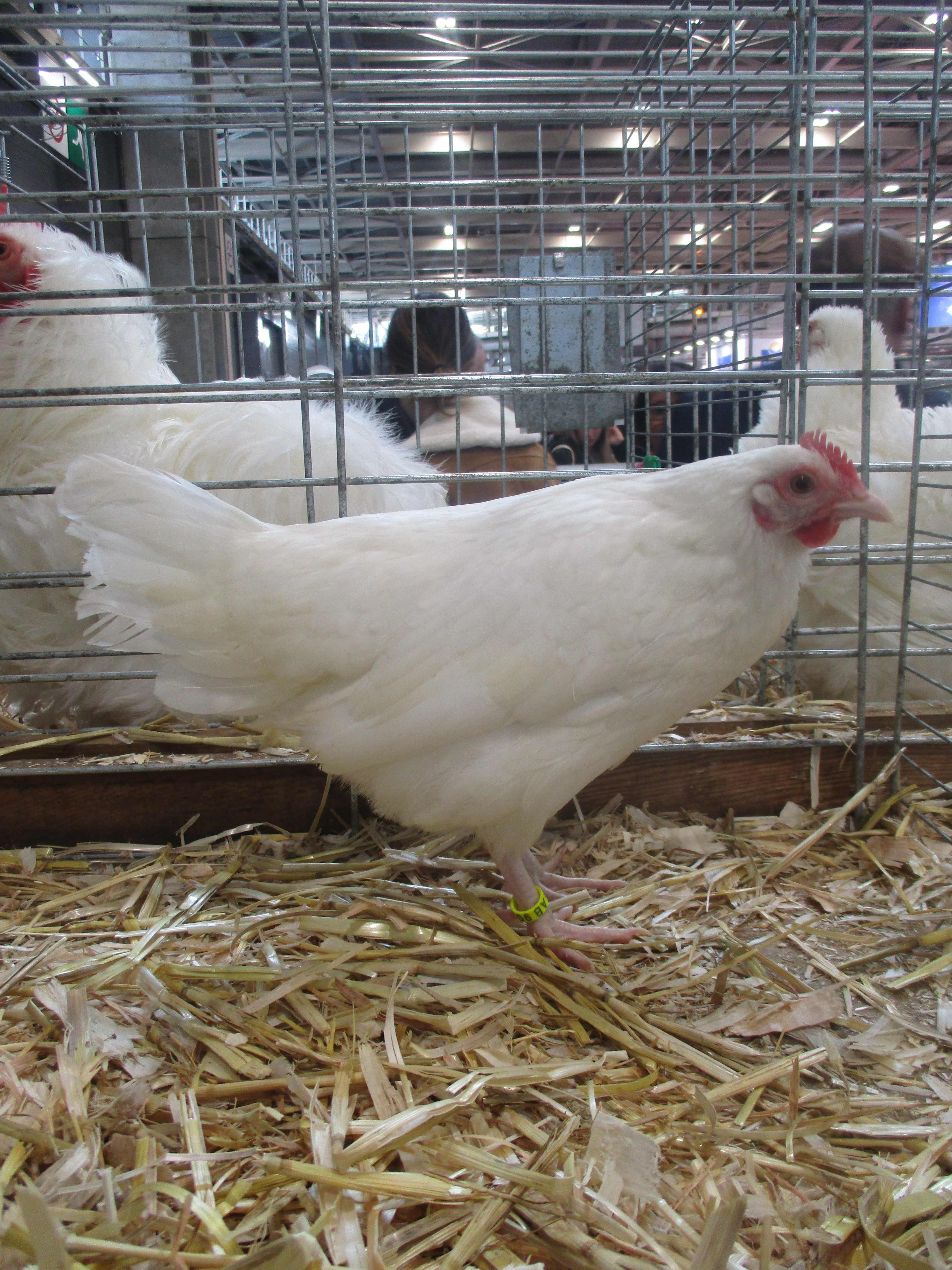
Poule gâtinaise naine

- Variétés de plumage : uniquement blanc

Grande race
- Masse idéale : Coq : 3,5 à 4 kg ; Poule : 2,5 à 3 kg
- Œufs à couver : min. 60 g, coquille demandée blanche, mais en réalité crème a brun
- Diamètre des bagues :  Coq : 20 mm ; Poule : 18 mm

Naine
- Masse idéale : Coq : 800 à 900 g ; Poule : 700 à 800 g
- Œufs à couver : min. 35 g, coquille demandée blanche, mais en réalité crème a brun
- Diamètre des bagues :  Coq : 12 mm ; Poule : 11 mm